# 別れていい友
『別れていい友』（わかれていいとも）は、フジテレビ系列の『金曜劇場』（毎週金曜日22:00 - 22:54）の枠で、1983年（昭和58年）7月29日から同年9月2日まで放送されていたテレビドラマ。全6話。

## 概要
誤解から子供を残したまま妻に逃げられてしまった中流サラリーマン・佐伯京平のほろ苦い生活をユーモアを交えながら、夫婦とは何かを問うように描いたドラマ作品。
本作のタイトルは、前年の1982年に同じフジテレビで放送を開始したバラエティ番組『笑っていいとも!』をもじったものである。

## キャスト
- 佐伯京平：古谷一行
酒造メーカーの宣伝課長。妻の則子に出て行かれてしまい、二人の子供の世話を自分がする羽目に。そんな時に手紙をもらった部下の由美子に愛を告白され、家に招き入れることに…。
- 佐伯則子：市毛良枝
京平の妻。多忙を理由に夫に相手にされない他、由美子からの手紙を見たことでふっと家出、大学時代の先輩の鳥居町子と同じマンションで独身生活を謳歌しようとするが…。
- 佐伯舞子：山下陽子
京平の長女、小学4年生。外面はおとなしいが芯はしっかりしていて、両親の気持ちを一番よく理解。母・則子の家出後は母親代わりとなり、弟・信一の面倒をよく見ている。
- 佐伯信一：岩淵健
京平の長男、小学1年生。やんちゃ盛りで母に出て行かれた後も家庭の雰囲気を盛り上げるようなムードメーカー。子供ながら鋭い指摘を時々することがあり、それに大人たちも驚かされるということもある。
- 野村由美子：森下愛子
京平の部下。京平に惚れて愛を告白、則子が出て行ったその時を見て京平の家にお邪魔し、いつしか京平と子供たちの面倒を見るようになり、京平を困惑させる。
- 長谷川公介：中条静夫
京平と同じ会社の宣伝部長で、京平の上司。京平の結婚式で仲人を務めたということから、京平は夫婦別居生活をしていることを長谷川には隠している。しかし長谷川本人も裏ではかなり遊んでいるという所がある。
- 鳥居町子：佐藤オリエ
則子の大学時代の先輩。職業はデザイナー、いまだ独身。則子にとって理想的な女性と思われているが、逆に町子は則子の方が幸せと思っている。
- 中西徹：小倉一郎
則子を未婚と思い込んで接近、彼の気の良さから則子にうまく利用されているものの、本人はそんなことに気付いていない。
- 久野大作：新井康弘
- 村山博：水島涼太
- 成田圭子：松岡明美
- 山本安子：田根楽子
- 石川陽子：中島葵
- 森幸枝：きたむらあきこ
- 田畑精一：小野武彦
- ラン子：秋川リサ
- 管理人のおばさん：今井和子
- 斎藤晴彦
- 沢竜二

（出典：）

## スタッフ
- プロデューサー：中村敏夫
- 脚本：金子成人 （全話担当）
- 演出：杉田成道（第1、2、5、6各話）、鈴木恵悟（第3、4各話）
- 音楽：南こうせつ
- 制作著作：フジテレビ